# Lijst van voetbalinterlands Kaapverdië - Liberia
Deze lijst van voetbalinterlands is een overzicht van alle officiële voetbalwedstrijden tussen de nationale teams van Kaapverdië en Liberia. De West-Afrikaanse landen speelden tot op heden zes keer tegen elkaar. Het eerste duel, een kwalificatiewedstrijd voor de Afrika Cup 2002, werd gespeeld op 2 juli 2000 in Praia. De laatste ontmoeting, een kwalificatiewedstrijd voor het Wereldkampioenschap voetbal 2022, vond plaats in Mindelo op 10 oktober 2021.

## Wedstrijden
| № | Plaats      | Datum           | Competitie                   | Wedstrijd            | Uitslag |
| - | ----------- | --------------- | ---------------------------- | -------------------- | ------- |
| 1 | Praia       | 2 juli 2000     | Afrika Cup 2002 kwalificatie | Kaapverdië – Liberia | 1 – 0   |
| 2 | Monrovia    | 15 juli 2000    | Afrika Cup 2002 kwalificatie | Liberia – Kaapverdië | 3 – 0   |
| 3 | Praia       | 26 maart 2011   | Afrika Cup 2012 kwalificatie | Kaapverdië – Liberia | 4 – 2   |
| 4 | Paynesville | 5 juni 2011     | Afrika Cup 2012 kwalificatie | Liberia – Kaapverdië | 1 – 0   |
| 5 | Accra       | 7 oktober 2021  | WK 2022 kwalificatie         | Liberia − Kaapverdië | 1 − 2   |
| 6 | Mindelo     | 10 oktober 2021 | WK 2022 kwalificatie         | Kaapverdië − Liberia | 1 − 0   |

## Samenvatting
| Competitie              | Totaal gespeeld | Winst Kaapverdië | Gelijk | Winst Liberia | Doelsaldo Kaapverdië – Liberia |
| ----------------------- | --------------- | ---------------- | ------ | ------------- | ------------------------------ |
| WK-kwalificatie         | 2               | 2                | 0      | 0             | 3 − 1                          |
| Afrika Cup-kwalificatie | 4               | 2                | 0      | 2             | 5 − 6                          |
| Totaal                  | 6               | 4                | 0      | 2             | 8 − 7                          |

FCF · A-internationals · Selecties · Bondscoaches · Kaapverdisch vrouwenelftal · Kaapverdië U21 · Kaapverdië U20 · Kaapverdië U19 · Kaapverdië U18 · Kaapverdië U17
1979 – 1989 · 
1990 – 1999 · 
2000 – 2009 · 
2010 – 2019 ·
2020 − 2029
1979 · 
1980 · 
1981 · 
1982 · 
1983 · 
1984 · 
1985 · 
1986 · 
1987 · 
1988 · 
1989 · 
1990 · 
1991 · 
1992 · 
1993 · 1993 · 
1995 · 
1996 · 
1997 · 
1998 · 
1999 · 
2000 · 
2001 · 
2002 · 
2003 · 
2004 · 
2005 · 
2006 · 
2007 · 
2008 · 
2009 · 
2010 · 
2011 · 
2012 · 
2013 · 
2014 · 
2015 · 
2016 · 
2017 · 
2018 ·
2019 ·
2020 ·
2021 ·
2022 ·
2023 ·
2024
Algerije ·
Andorra ·
Angola ·
Bahrein ·
Botswana ·
Burkina Faso ·
Centraal-Afrikaanse Republiek ·
Comoren ·
Congo-Brazzaville ·
Congo-Kinshasa ·
Ecuador ·
Egypte ·
Equatoriaal-Guinea ·
Ethiopië ·
Gabon ·
Gambia ·
Ghana ·
Guinee ·
Guinee-Bissau ·
Guyana ·
Kameroen ·
Kenia ·
Lesotho ·
Liberia ·
Libië ·
Liechtenstein ·
Luxemburg ·
Madagaskar ·
Mali ·
Malta ·
Marokko ·
Mauritanië ·
Mauritius ·
Mozambique ·
Niger ·
Nigeria ·
Oeganda ·
Portugal ·
Rwanda ·
Sao Tomé en Principe ·
San Marino ·
Senegal ·
Sierra Leone ·
Swaziland ·
Tanzania ·
Togo ·
Tunesië ·
Zambia ·
Zimbabwe ·
Zuid-Afrika
LFA · Liberiaans vrouwenelftal
Interlands
Tegenstander:
Algerije ·
Angola ·
Benin ·
Botswana ·
Burkina Faso ·
Burundi ·
Centraal-Afrikaanse Republiek ·
Colombia ·
Congo-Brazzaville ·
Congo-Kinshasa ·
Djibouti ·
Egypte ·
Equatoriaal-Guinea ·
Ethiopië ·
Gabon ·
Gambia ·
Ghana ·
Guinee ·
Guinee-Bissau ·
Indonesië ·
Irak ·
Ivoorkust ·
Kaapverdië ·
Kameroen ·
Kenia ·
Lesotho ·
Libië ·
Madagaskar ·
Malawi ·
Maleisië ·
Mali ·
Marokko ·
Mauritanië ·
Mauritius ·
Mexico ·
Namibië ·
Niger ·
Nigeria ·
Oeganda ·
Oman ·
Papoea-Nieuw-Guinea ·
Rwanda ·
Sao Tomé en Principe ·
Senegal ·
Sierra Leone ·
Soedan ·
Tanzania ·
Thailand ·
Togo ·
Tsjaad ·
Tunesië ·
Zambia ·
Zimbabwe ·
Zuid-Afrika